# Římov (České Budějovice-i járás)
Římov település Csehországban, a České Budějovice-i járásban. Římov Svatý Jan nad Malší, Střížov, Komařice, Mokrý Lom, Doudleby, Kamenný Újezd, Velešín és Dolní Třebonín településekkel határos. Lakosainak száma 1020 fő (2024. január 1.).

## Népesség
A település lakosságának változását az alábbi diagram mutatja:
| Lakosok száma | 1240 | 1342 | 1283 | 902  | 783  | 666  | 893  | 918  | 953  | 1020 |
|               | 1869 | 1890 | 1921 | 1950 | 1980 | 2001 | 2017 | 2019 | 2022 | 2024 |